# Diploconger
Diploconger is een monotypisch geslacht van straalvinnige vissen uit de familie van zeepalingen (Congridae).

## Soort
- Diploconger polystigmatus Kotthaus, 1968